# Dreifaltigkeitskirche (Střekov)
Die Dreifaltigkeitskirche (tschechisch: Kostel Nejsvětější Trojice v Ústí nad Labem-Střekově) ist eine neobarocke römisch-katholische Pfarrkirche im Stadtteil Střekov (Schreckenstein) in Ústí nad Labem (Aussig an der Elbe), gelegen im Region Ústecký kraj in Tschechien. Sie gehört zum Bistum Leitmeritz.

## Geschichte
Die erste bekannte Erwähnung einer Glaubensgemeinschaft im böhmischen Mittelgebirge datiert auf das Jahr 1319 und ist im Zusammenhang mit der Burganlage Schreckenstein verzeichnet.
Die Gründung der späteren Georg Schicht AG im Jahr 1880, die die Siedlungen Kramoly (Kramel, oder Krammel), Novosedlice (Obersedlitz) und Střekov (Schreckenstein) miteinander verband und in die Nähe des Bahnhofs der Österreichischen Nordwestbahn lag, löste eine dynamische Entwicklung aller drei Gemeinden aus. Diese Entwicklung führte auch zur Gründung einer eigenständigen katholischen Pfarrgemeinde. Die Pfarrei wurde im Jahr 1904 unter dem Namen Obersedlitz-Kramel gegründet und ab 1921 kanonisch unter dem Namen Schreckenstein errichtet.
Die Dreifaltigkeitskirche wurde im Stil des Neobarock errichtet. Der Bau der Kirche wurde durch die großzügige Unterstützung des damaligen Besitzers der größten Fettverarbeitungsfabrik Europas, Johann Schicht, ermöglicht. Entworfen wurde sie von dem renommierten Architekten Max Loos von Losimfeldt aus Teplice (Teplitz). Die Grundsteinlegung fand am 19. Mai 1901 statt, während die feierliche Kirchweihe am 1. Juli 1903 vollzogen wurde. Die Glocke, die ursprünglich in einer 1896 abgebrochenen Kirche in der Region stammte, wurde als Geschenk der Stadt Aussig im Turm aufgehängt. Aufgrund des Wachstums und der massiven Bebauung des Stadtteils erhielt die Straße vor der Kirche im Jahr 1930 als Damaschkestraße den Namen des Bodenreformers Adolf Damaschke. Im Jahr 1938 wurde sie in Horst-Wessel-Straße umbenannt. Während des Zweiten Weltkriegs erlitt die Kirche Schäden durch einen Bombenangriff am 16. Dezember 1944, bei dem die Bomben direkt neben der Kirche explodierten; dennoch überstand sie den Angriff. Nach Kriegsende erhielt die Straße den tschechischen Straßennamen Jeseninova.
Bis 1945 war die Pfarrei Schreckenstein überwiegend deutschböhmisch, mit einem Anteil von etwa 75 % katholischen Gläubigen. Nach der Vertreibung der Deutschen aus der Tschechoslowakei, der Wiederbesiedlung sowie dem Februarumsturz war die katholische Gemeinde stark geschrumpft. 2021 lebten im Bistum Leitmeritz etwa 1,4 Millionen Menschen, davon rund 11 % Katholiken.

## Architektur

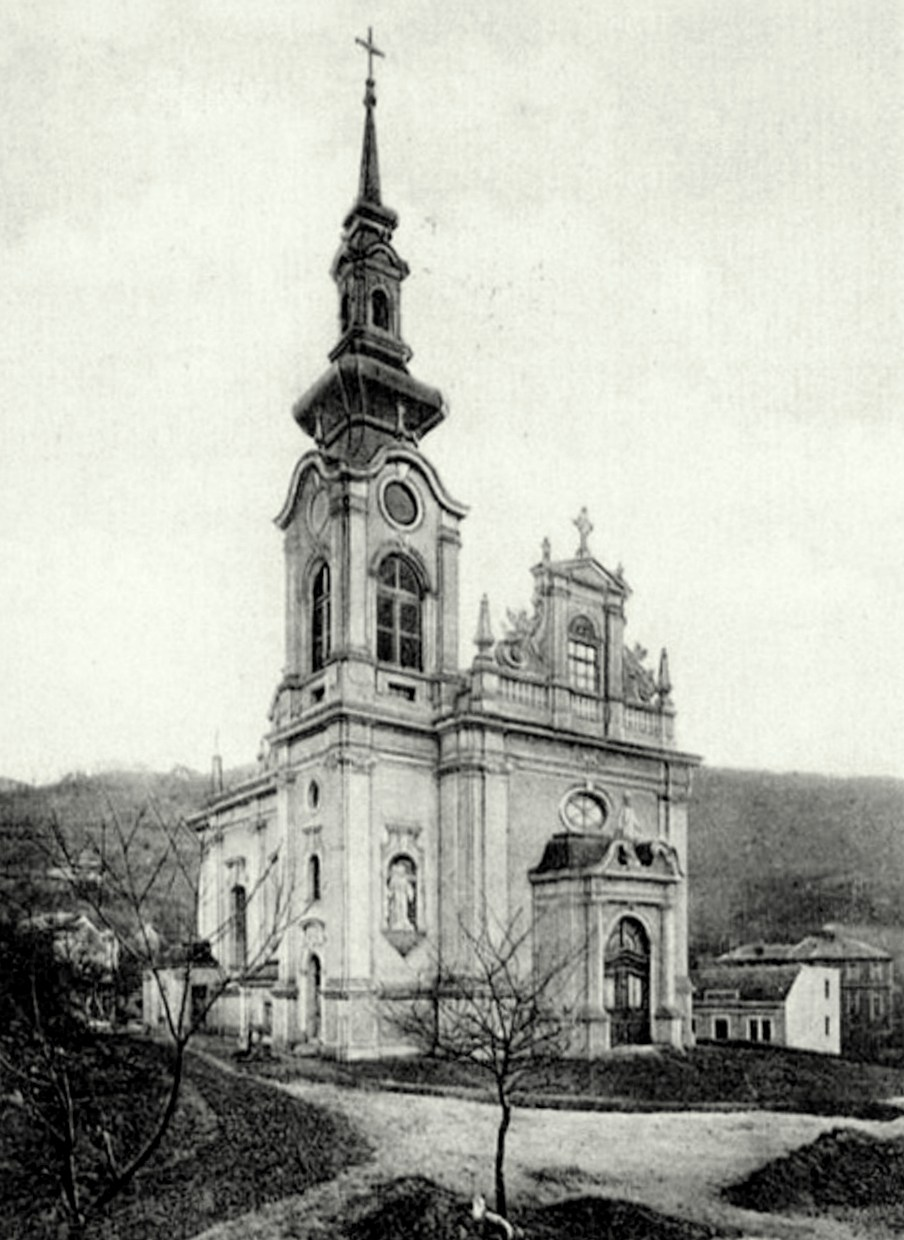
Dreifaltigkeitskirche, um 1910

Das einschiffige Bauwerk bestach durch seine klare Grundform, die die charakteristischen Merkmale des neobarocken Baustils widerspiegelte. Die verputzte Fassade zeichnete sich durch eine ornamentreiche Gestaltung und eine Gliederung durch  Pilaster aus. Der Außenbereich war reich verziert mit Skulpturen aus Kunststein, die das Gesamtbild kunstvoll ergänzten. Der Kirchturm stand an der Südwestecke des Schiffs und fügte sich harmonisch in die Gesamtfassade ein. Er vereinte barocke Ornamentik mit neobarocken Gestaltungselementen. Das Hauptportal beeindruckte durch eine zweiflügelige Tür mit Oberlicht, Verdachung, einem schmuckvollen Oculus sowie einer kunstvoll gestalteten Dachbekrönung, die den Eingang abschloss.
Im Inneren präsentierte sich die Kirche ebenfalls als einschiffiger Raum. Das rechteckige Presbyterium war leicht versetzt angeordnet und wurde durch eine dreieckige Apsis im Norden optisch hervorgehoben, die den Altarraum betonte. Die Wandflächen waren verziert mit Ornamenten, filigranen Stuckarbeiten und kunstvollen Details.
Zwischen 1980 und 1995 wurden umfassende Renovierungsarbeiten durchgeführt: Der Innenraum wurde neu gestaltet, das Dach instand gesetzt und die Fassade restauriert.

## Ausstattung

### Orgel
Im Jahr 1902 entschied das Konsistorium der Diözese, ein Orgelwerk der Orgelbauwerkstatt Heinrich Schiffner in Prag zu erwerben. Das Instrument verfügte über zwei Manuale sowie sieben Pedale, wurde nach dem Kegelladensystem gefertigt und zeichnete sich durch die „Schiffner’sche Röhren-Pneumatik“ aus, die sowohl die Spiel- als auch die Registermechanik präzise und zuverlässig machte. Bereits 1932 erhielt die Kirche eine neue Orgel, diesmal mit zwei Manualen und achtzehn Pedalen, gefertigt von Ladislav Hauser. Den Verbleib der ursprünglichen Schiffner-Orgel ist ungeklärt.
Disposition:
| Manual I.  |            |
| Bourdun    | 16′        |
| Prinzipal  | 8′         |
| Flöte      | 8′         |
| Gamba      | 8′         |
| Salizional | 8′         |
| Violine    | 8′         |
| Octave     | 4′         |
| Mixtur     | 2′ 2/3, 4x |

| Manual II., ungekennzeichnet |    |
| Lieblich Gedackt             | 8′ |
| Vox coelestis                | 8′ |
| Quintflöte                   | 4′ |
| Vox coelestis                | 4′ |

| Pedal, ungekennzeichnet |     |
| Bratsche                | 16′ |
| Subbass                 | 16′ |
| Cello                   | 8′  |

## Pfarrer
Die Amtszeit der Priester an der Spitze der Pfarrei begann ab:
- 1904–1911: Eugen Kinzer (1869–1928)
- 1912 Vakanz, administrative Regelung: Josef Tschernich
- 1913–1935: Josef Tschernich (1875–1940)
- 1935 Vakanz, administrative Regelung: Maximilian Völkl
- 1935–1945: Antoni Mehl
- 1949: Ludvík Antonín Kašpárek
- 1949–1953: Antonín Grus
- 1953–1954: Karel Smutek
- 1954–1956: Josef Poul
- 1956: Vlastimil Punčochář
- 1956–1990: František Kubát
- 1990–1999: Antonín Sporer
- 1999–2008: Pavel Jančík
- seit 2008: Josef Mazura